# Progressione del record italiano dei 1500 metri piani femminili

Gabriella Dorio, detentrice del record italiano dei 1500 metri piani dal 1978.

La voce seguente illustra la progressione del record italiano dei 1500 metri piani femminili di atletica leggera.
Il primo record italiano femminile su questa distanza venne ratificato il 25 aprile 1968. 

## Progressione

Paola Pigni, detentrice del record italiano dal 1968 al 1978.

| Tempo                      | Atleta             | Società                  | Luogo             | Data              | Note |
| -------------------------- | ------------------ | ------------------------ | ----------------- | ----------------- | ---- |
| 4'21"5                     | Paola Pigni        | Circolo Giuliano Dalmata | Milano            | 25 aprile 1968    |      |
| 4'17"2                     | Paola Pigni        | Circolo Giuliano Dalmata | Bergamo           | 22 giugno 1969    |      |
| 4'12"4                     | Paola Pigni        | Circolo Giuliano Dalmata | Milano            | 2 luglio 1969     |      |
| 4'12"0                     | Paola Pigni        | Circolo Giuliano Dalmata | Atene             | 20 settembre 1969 |      |
| 4'10"5                     | Paola Pigni-Cacchi | Snia Milano              | Torino            | 2 giugno 1972     |      |
| Cronometraggio elettronico |                    |                          |                   |                   |      |
| 4'09"53                    | Paola Pigni-Cacchi | Snia Milano              | Monaco di Baviera | 4 settembre 1972  |      |
| 4'07"83                    | Paola Pigni-Cacchi | Snia Milano              | Monaco di Baviera | 7 settembre 1972  |      |
| 4'02"85                    | Paola Pigni-Cacchi | Snia Milano              | Monaco di Baviera | 9 settembre 1972  |      |
| 4'01"3                     | Gabriella Dorio    | Fiamma Vicenza           | Praga             | 3 settembre 1978  | a    |
| 4'00"3                     | Gabriella Dorio    | Fiamma Vicenza           | Mosca             | 1º agosto 1980    | a    |
| 3'59"82                    | Gabriella Dorio    | Fiamma Vicenza           | Roma              | 5 agosto 1980     |      |
| 3'58"65                    | Gabriella Dorio    | Iveco Brescia            | Tirrenia          | 25 agosto 1982    |      |
| 3'58"11                    | Sintayehu Vissa    | Ole Miss Rebels          | Parigi            | 8 agosto 2024     |      |